# 傅氏单极虫
傅氏单极虫（学名：Thelohanellus fuhrmanni）为单极科单极虫属的动物。分布于瑞士、俄罗斯以及广东、湖北、江苏、山东、浙江、四川、江西、武陵山地区、福建等，营寄生生活，寄生在鳃（鲫、鲤、白鲫）、体表（鲫、鲤）、鳍（鲫）、肾（鲫、鲤、鲮）、膀胱（鲫、白鲫）、胆囊（鲫、鲤）、鳔、心（鲫）、口腔（鲤）、肠（鲫）。